# Lac Beaucours
Lac Beaucours är en sjö i Kanada.   Den ligger i regionen Nord-du-Québec och provinsen Québec, i den östra delen av landet, 400 km norr om huvudstaden Ottawa. Lac Beaucours ligger 411 meter över havet. Arean är 8,1 kvadratkilometer. Den sträcker sig 7,4 kilometer i nord-sydlig riktning, och 3,8 kilometer i öst-västlig riktning.
I omgivningarna runt Lac Beaucours växer i huvudsak blandskog. Trakten runt Lac Beaucours är nära nog obefolkad, med mindre än två invånare per kvadratkilometer.